# Стражеско, Николай Дмитриевич
Никола́й Дми́триевич Страже́ско (17 [29] декабря 1876, Одесса — 27 июня 1952, Киев) — украинский терапевт, организатор науки. Академик АН Украины и АН СССР, член Академии медицинских наук СССР, Герой Социалистического Труда (1947).

## Биография
Николай Стражеско родился 17 (29) декабря 1876 года в Одессе в семье статского советника. Его отец, юрист Дмитрий Егорович Стражеско был сыном Георгия Апостоловича Стражеско из села Вережены, Оргеевского уезда (ныне в Теленештском районе Молдавии), его род принадлежал к румынской боярской знати. Д. Е. Стражеско окончил в 1858 году гимназию в Кишинёве, затем обучался на юридическом факультете Ришельевского лицея в Одессе. Был мировым судьей, а после 1900 года директором администрации земского банка в Херсоне. Мать Н. Д. Стражеско, дочь русского адмирала Винка, занималась благотворительной деятельностью. Прабабушка по женской линии происходила из гетманского рода Конашевичей (из того же, что и гетман Конашевич-Сагайдачный.
После окончания гимназии в Одессе Николай Стражеско поступил (1894) на медицинский факультет Киевского университета, который окончил с отличием в 1899 году. Был оставлен работать на кафедре патологии и специальной терапии. Одновременно работал интерном в терапевтическом отделе Киевской городской больницы, под руководством профессора В. П. Образцова.
В 1901 году женился на дочери своего учителя Наталье Васильевне Образцовой. У них были дети: Дмитрий (стал доктором химических наук), Александра (1903 года рождения, уехала во Францию с мужем, но они потерялись, и она вторично вышла замуж за Евгения Фиалковского, офицера-эмигранта; у супругов было четверо детей; похоронена в Париже), Наталья (1905 года рождения, во Франции вышла замуж за русского эмигранта — Тyржанского) и Ирина.
В 1901 году Стражеско был послан во Францию к профессору Патэну, где изучал методику получения кардиограмм, и в Берлин — в клинику профессоров Лейдена и Сенатора. В 1902 году был послан в Военно-медицинскую академию (ВМА) и в петербургский Институт экспериментальной медицины к профессору И. П. Павлову, где он работал в течение 2 лет в области физиологии пищеварения и на кафедрах биохимии, фармакологии, патологической анатомии, в бактериологической лаборатории. Осенью 1904 года защитил докторскую диссертацию по медицине в области физиологии кишечника в Военно-медицинской академии. После возвращения в Киев, приступил к работе в качестве старшего ординатора в клинике терапевтического факультета, под руководством профессора В. П. Образцова.
В 1907—1919 годах — профессор Киевского женского медицинского института. Вместе с тем в 1908—1919 годах — приват-доцент Киевского университета и в 1917—1919 годах — заведующий терапевтическим отделением Киевской городской больницы. В 1919—1922 годах — заведующий кафедрой Новороссийского университета, с 1922 года — Киевского медицинского института. После Октябрьской революции профессор Стражеско остался на Украине, хотя двум его дочерям удалось выехать во Францию. В 1925 году Николай Дмитриевич организовал первый съезд терапевтов Украины, а через два года стал председателем Терапевтического общества УССР и председателя Всесоюзного общества терапевтов.
Руководил клиническим отделением Института экспериментальной биологии и патологии, с 1934 года — Института клинической физиологии АН УССР. С 1936 года — директор созданного им Украинского научно-исследовательского института клинической медицины. В годы Великой Отечественной войны — консультант эвакуационных госпиталей, руководил исследованиями в Центральном госпитале Советской армии, изучал проблему сепсиса ран, разрабатывал новые средства борьбы с ним. С 1936 года — директор созданного им Украинского научно-исследовательского института клинической медицины. В 1942—1943 годах, находясь в эвакуации в Уфе, заведовал кафедрой факультетской терапии Башкирского медицинского института.
В 1943 году Николай Дмитриевич Стражеско был избран действительным членом Академии наук СССР.
Его пациентами были актриса Мария Заньковецкая, актёр Николай Садовский, архитектор Владислав Городецкий, писатель Михаил Коцюбинский.
Стражеско привлекался к консультированию лиц из ближайшего окружения Сталина.
В 1952 году пожилого академика поставили перед фактом — либо поддержка обвинений против своего ученика В. Х. Василенко, арестованного по «делу врачей», либо лишение всех благ и, возможно, и более серьёзные последствия. Из последней поездки в Москву летом 1952 года Н. Д. Стражеско вернулся внутренне сломленным. Через несколько дней он скончался от инфаркта.
Украинский писатель-юморист Остап Вишня написал в своем дневнике:

Умер Стражеско — краса медицины. Человек, собой украшавший Киев. Сколько благородства, сколько ума! Сколько сердца было в этом человеке.
Оригинальный текст (укр.)Помер Стражеско — краса медицини. Людина, що своєю особою прикрашала Київ. Скільки благородства, скільки розуму! Скільки серця було в цій людині.
— Остап Вишня
Н. Д. Стражеско похоронен на Лукьяновском кладбище в Киеве рядом со своим тестем Василием Парменовичем Образцовым.

## Научная деятельность
Н. Д. Стражеско — автор более 100 научных работ, посвящённых разнообразным вопросам клиники и лечения внутренних болезней.
Среди них — работа «Симптомология и диагностика тромбоза венечных артерий сердца» (1910) — совместно с В. П. Образцовым; монография «Основы физиологической диагностики заболеваний брюшной пустоты» (1924); монография «Основы физической диагностики заболеваний пустоты желудка» (1924) и прочие.
В 1909 году совместно с В. П. Образцовым Стражеско поставил первый в мире прижизненный диагноз тромбоза сосудов сердца. Разработал классификацию недостаточности кровообращения с учетом биохимических нарушений.
В 1910 году Стражеско и Образцов опубликовали статью «Симптомология и диагностика тромбоза венечных артерий сердца», в которой впервые было показано, что основное патогенетическое звено инфаркта миокарда — тромбоз, и дано развернутое описание разных клинических форм инфаркта миокарда.
Особое внимание Стражеско уделял клинически-экспериментальному изучению патологии органов кровообращения, разработал учение о функциональной недостаточности кровообращения, совместно с В. Василенко создал классификацию недостаточности кровообращения.

## Награды
- Герой Социалистического Труда (23 января 1947)
- Орден Ленина (23 января 1947)
- Орден Трудового Красного Знамени (10 июня 1945)
- Орден Трудового Красного Знамени (2 октября 1944) — за выдающиеся заслуги в области развития советской науки, культуры и техники,за воспитание высококвалифицированных кадров научных работников, в связи с 25-летием со основания Академии Наук УССР
- Орден Ленина (17 октября 1943)
- Медаль

## Память

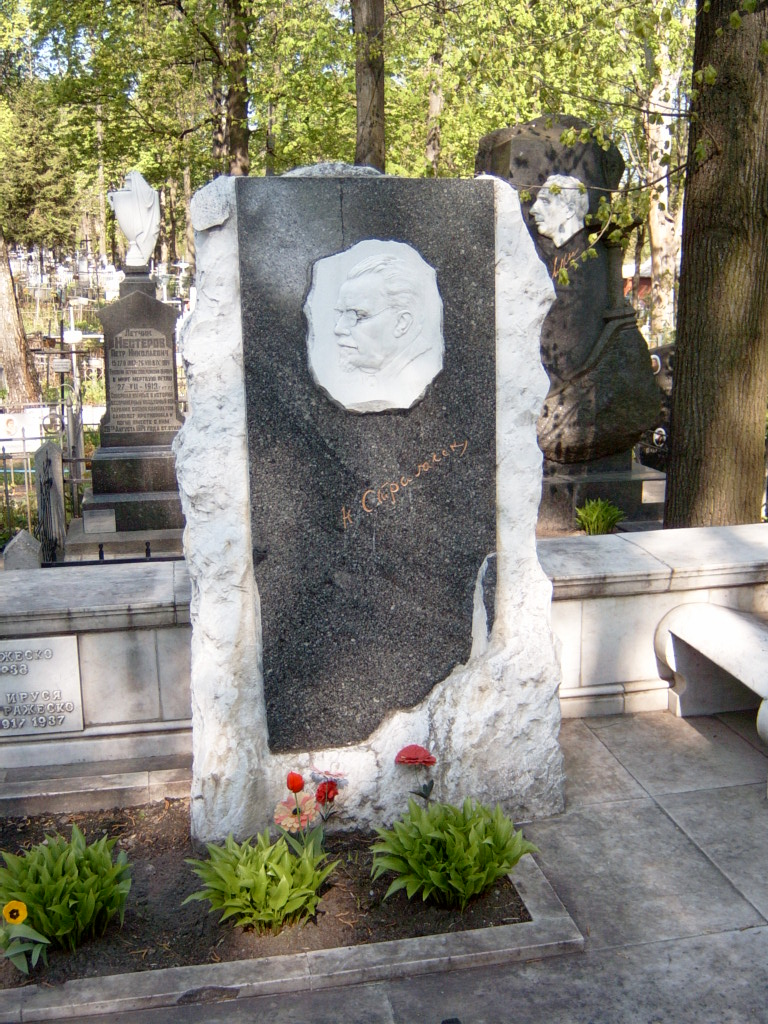
Могила Н. Д. Стражеско на Лукьяновском кладбище в Киеве

Именем Н. Д. Стражеско в Киеве были названы улица и Институт клинической медицины.
В честь Н. Стражеско были установлены мемориальные доски: по ул. Саксаганского, 75, где находится институт его имени, и на фасаде дома по ул. Владимирской, д. 48А, где он жил в 1938—1952 годах.
В 1978 году перед зданием института клинической медицины (ул. Народного ополчения, д. 5) был установлен памятник академику (скульптор И. Шаповал, архитектор И. Шемсединов). В 1981 году в институте был открыт музей в его честь.
В 2006 году Национальный банк Украины поместил портрет Николая Стражеско на памятной монете номиналом 2 гривны.